# Surinaamse parlementsverkiezingen 2015/Kandidatenlijst/AC
Dit is de lijst van kandidaten voor de Surinaamse parlementsverkiezingen 2015 van de Alternatieve Combinatie. De verkiezingen vonden plaats op 25 mei 2015. De landelijke voorzitter was Ronny Brunswijk.
De onderstaande deelnemers kandideerden op grond van het districten-evenredigheidsstelsel voor een zetel in De Nationale Assemblée. Elk district had een eigen lijsttrekker. Los van deze lijst vonden tegelijkertijd de verkiezingen van de ressortraden plaats. Daarvoor gold het personenmeerderheidsstelsel. De kandidaten voor de ressortraden staan hieronder niet genoemd.

## Lijsten
| Partij                                       | Afkorting | Kandidaten | Districten | Stemmen | %     | Zetels |
| -------------------------------------------- | --------- | ---------- | ---------- | ------- | ----- | ------ |
| Algemene Bevrijdings- en Ontwikkelingspartij | ABOP      | 34         |            | 24.957  | 90,71 | 5      |
| Kerukunan Tulodo Pranantal Inggel            | KTPI      | 9          |            | 1.677   | 6,10  | 0      |
| Partij voor Democratie en Ontwikkeling       | PDO       | 8          |            | 879     | 3,19  | 0      |
| Totaal                                       | AC        | 51         |            | 27.513  | 100   | 5      |

Hieronder volgen de kandidatenlijsten op alfabetische volgorde per district, met het aantal stemmen per kandidaat.

### Brokopondo: 1.516
1. Diana Marilva Pokie (ABOP): 955
2. Fogatie Aserie (ABOP): 347
3. Henk Samuel Schmidt (ABOP): 214

### Commewijne: 2.561
1. Soeparman Sawirjo (KTPI): 588
2. Mohamedjakoeb Idoe (ABOP): 23
3. Hugo Mariman Djakoen (PDO): 65
4. Jerrel Soetiran Modiwirijo (ABOP): 1.885

### Coronie: 109
1. Hortence Bianca Monkou (ABOP): 78
2. Harold Antoinne Vriesde (ABOP): 31

### Marowijne: 5.189
1. Ronnie Brunswijk (ABOP): 4.343
2. Marinus Bee (ABOP): 738
3. Ramses Celestinus Kajoeramari (ABOP): 108

### Nickerie: 592
1. Braijn Ponirin Ho-A-Sjoe (PDO): 185
2. Charles Williams Thomas Chritchlow (ABOP): 44
3. Zulkifli Jasamamad (KTPI): 56
4. Jolanda Estenie Wirodikromo (PDO): 99
5. Gangapersad Badal (ABOP): 208

### Para: 1.143
1. Johan Marcus Ceder (ABOP): 208
2. Ronny Satiman Mangoendikromo (KTPI): 253
3. Marlène Claudine Joden (ABOP): 682

### Paramaribo: 9.207
1. Alice Hortencia Amafo (ABOP): 1.863
2. Harish Satyajit Monorath (ABOP): 248
3. Waldi Kasmin Nain (PDO): 279
4. Rudolf Soemarmo Partoredjo (KTPI): 264
5. Marlon Cyril Rozenblad (ABOP): 68
6. Falisie Jozef Pinas (ABOP): 286
7. Gordon Michaël John Touw Ngie Tjouw (ABOP): 44
8. Arif Soenarmin Soetodrono (KTPI): 21
9. Tingal Eline Wongsokarijo (PDO): 13
10. Cynthia Teresse Maria Chin-Fo-Sieeuw (ABOP): 64
11. Ahilia Naatje Bisoendee Welles (KTPI): 23
12. Winston Harold Paul Agéna (ABOP): 154
13. Soekarina Sandra Ardjosentono (KTPI): 16
14. Newalsing Nanhkoesingh (ABOP): 35
15. Tjark Bill Nurse (PDO): 20
16. Pamela Chiquita Mangroelal (ABOP): 50
17. Edward Ciriel Jeffry Belfort (ABOP): 5.759

### Saramacca: 374
1. Patrick Jatmin Pawirowinangoen (PDO): 104
2. Charsman Lasijo Arsomedjo (KTPI): 124
3. Avinash Pravish Hira (ABOP): 146

### Sipaliwini: 2.426
1. Walter Bonjaski (ABOP): 695
2. Dinotha Okela Vorswijk (ABOP): 1.074
3. Lucius Vivian Romalho (ABOP): 340
4. Ebel Prisilie Jawna (ABOP): 317

### Wanica: 4.396
1. Stephany Merselien Kasketi (ABOP): 1.167
2. Sidik Aliman Moertabat (KTPI): 332
3. Pradeepkoemar Rishi Gaurav Soekhlal (ABOP): 385
4. Waldo Robby Jeso (ABOP): 146
5. Harold Toemirin Posetiko (PDO): 114
6. Mohamed Shafiek Goelaman (ABOP): 32
7. Stanley Rudolf Betterson (ABOP): 4.396

Kandidaten per alliantie/partij: AC · 
ANC · 
APS · 
DOE · 
DRS · 
MF · 
NDP · 
NOP · 
PING · 
PALU · V7